# Double (calcio)
Double è un termine calcistico inglese (in italiano doppietta, in spagnolo doblete) che indica la vittoria di due competizioni ufficiali da parte di una squadra nell'arco di una singola stagione sportiva. Un classico esempio di double è costituito dalla vittoria del campionato e della coppa federale del proprio paese.
Il termine double, soprattutto in Inghilterra, indica anche una vittoria ottenuta contro una squadra avversaria sia nella partita di andata sia in quella di ritorno di un campionato.
Il club inglese del Preston North End fu il primo nella storia del calcio a realizzare un double (stagione 1888-1889).

## Double nazionale classico
Il double nazionale (in inglese domestic double) indica, secondo la definizione originaria, la vittoria del campionato e della coppa federale in una singola stagione sportiva.
Al 2015 sono stati realizzati più di 1200 double da oltre 500 squadre diverse. Di seguito sono riportate le squadre che hanno raggiunto questo traguardo almeno 10 volte:
| Club             | Federazione             | Numero |
| ---------------- | ----------------------- | ------ |
| Linfield         | Irlanda del Nord        | 24     |
| Celtic           | Scozia                  | 19     |
| Rangers          | Scozia                  | 18     |
| Olympiacos       | Grecia                  | 17     |
| Al-Muharraq      | Bahrein                 | 15     |
| Lincoln Red Imps | Gibilterra              | 15     |
| Al-Ahly          | Egitto                  | 14     |
| Bayern Monaco    | Germania                | 13     |
| Levski Sofia     | Bulgaria                | 13     |
| HB Tórshavn      | Fær Øer                 | 12     |
| Al-Faisaly       | Giordania               | 11     |
| Benfica          | Portogallo              | 11     |
| Dinamo Kiev      | Unione Sovietica (4)    | 11     |
| Dinamo Kiev      | Ucraina (7)             | 11     |
| CSKA Sofia       | Bulgaria                | 11     |
| Dinamo Zagabria  | Croazia                 | 11     |
| Djoliba          | Mali                    | 11     |
| Ansar            | Libano                  | 10     |
| Austria Vienna   | Austria                 | 10     |
| Rosenborg        | Norvegia                | 10     |
| Stella Rossa     | Jugoslavia (7)          | 10     |
| Stella Rossa     | Serbia e Montenegro (1) | 10     |
| Stella Rossa     | Serbia (2)              | 10     |
| Wallidan         | Gambia                  | 10     |

### Europa (UEFA)
Di seguito sono elencati i double realizzati negli otto paesi europei con il ranking UEFA più alto.

#### Francia
Le competizioni interessate sono la Ligue 1 e la Coupe de France.
| Club                | Numero | Anni                                                         |
| ------------------- | ------ | ------------------------------------------------------------ |
| Paris Saint-Germain | 6      | 2015*, 2016*, 2018*, 2020, 2024, 2025* (parte del quintuple) |
| Saint-Étienne       | 4      | 1968*, 1970, 1974, 1975                                      |
| Olympique Marsiglia | 2      | 1972, 1989                                                   |
| Lilla               | 2      | 1946, 2011                                                   |
| Sète                | 1      | 1934                                                         |
| RC France           | 1      | 1936                                                         |
| Nizza               | 1      | 1952                                                         |
| Stade Reims         | 1      | 1958*                                                        |
| Monaco              | 1      | 1963                                                         |
| Bordeaux            | 1      | 1987                                                         |
| Auxerre             | 1      | 1996                                                         |
| Olympique Lione     | 1      | 2008                                                         |

* Trophée des Champions nell'anno solare.

#### Germania
Per la Germania Ovest le competizioni interessate sono la Bundesliga e la DFB-Pokal. Per la Germania Est sono la DDR-Oberliga e la FDGB Pokal.
| Club              | Numero | Anni |
| ----------------- | ------ | --- |
| Bayern Monaco     | 13     | 1969, 1986, 2000 (parte del quadruple), 2003, 2005, 2006, 2008, 2010*, 2013 (parte del quintuple), 2014, 2016*, 2019, 2020 (parte del sextuple) |
| Dinamo Dresda     | 3      | 1971, 1977, 1990 |
| Schalke 04        | 1      | 1937 |
| Colonia           | 1      | 1978 |
| BFC Dynamo        | 1      | 1988 |
| Hansa Rostock     | 1      | 1991 |
| Werder Brema      | 1      | 2004 |
| Borussia Dortmund | 1      | 2012 |
| Bayer Leverkusen  | 1      | 2024* |

* DFL-Supercup nell'anno solare.

#### Inghilterra

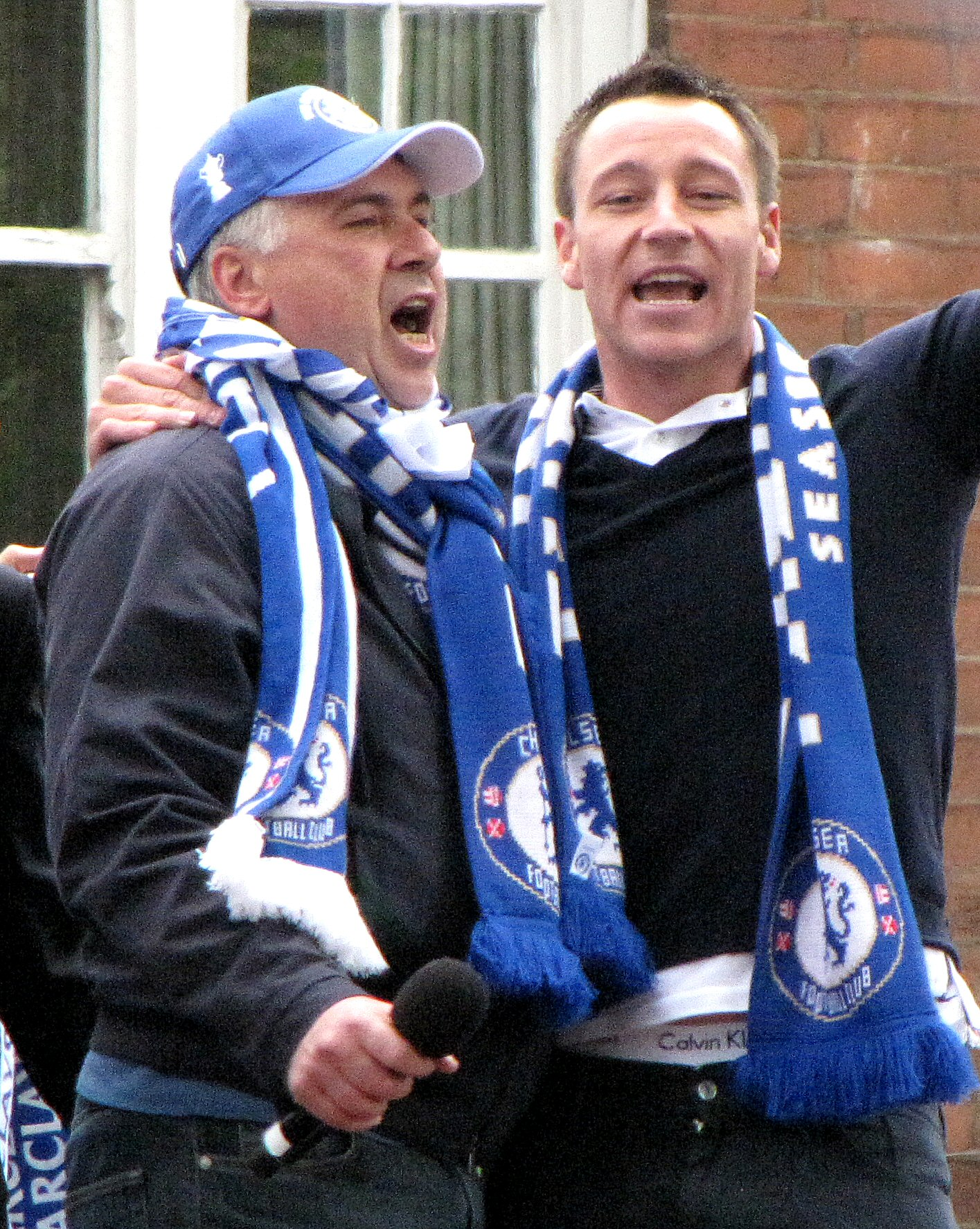
Carlo Ancelotti e John Terry festeggiano il double nazionale realizzato dal nel 2009-2010

Le competizioni interessate sono la Premier League e la FA Cup.
| Club            | Numero | Anni                                     |
| --------------- | ------ | ---------------------------------------- |
| Manchester Utd  | 3      | 1994*, 1996*, 1999 (parte del quadruple) |
| Arsenal         | 3      | 1971, 1998*, 2002*                       |
| Manchester City | 2      | 2019, 2023 (parte del quintuple)         |
| Preston N.E.    | 1      | 1889                                     |
| Aston Villa     | 1      | 1897                                     |
| Tottenham       | 1      | 1961*                                    |
| Liverpool       | 1      | 1986                                     |
| Chelsea         | 1      | 2010                                     |

* FA Community Shield nell'anno solare.

#### Italia
Le competizioni interessate sono la Serie A e la Coppa Italia.
| Club     | Numero | Anni                                 |
| -------- | ------ | ------------------------------------ |
| Juventus | 6      | 1960, 1995, 2015*, 2016, 2017, 2018* |
| Inter    | 2      | 2006*, 2010* (parte del quintuple)   |
| Torino   | 1      | 1943                                 |
| Napoli   | 1      | 1987                                 |
| Lazio    | 1      | 2000*                                |

* Supercoppa italiana nell'anno solare.

#### Paesi Bassi
Le competizioni interessate sono la Eredivisie e la KNVB Beker.
| Club       | Numero | Anni                                                                        |
| ---------- | ------ | --------------------------------------------------------------------------- |
| Ajax       | 9      | 1967, 1970, 1972 (parte del quadruple), 1979, 1983, 1998, 2002*, 2019, 2021 |
| PSV        | 4      | 1976, 1988 (parte del treble), 1989, 2005                                   |
| Feyenoord  | 3      | 1965, 1969, 1984                                                            |
| RAP        | 1      | 1899                                                                        |
| HVV        | 1      | 1903                                                                        |
| AZ Alkmaar | 1      | 1981                                                                        |

* Johan Cruijff Schaal nell'anno solare.

#### Portogallo
Le competizioni interessate sono la Primeira Liga e la Taça de Portugal.
| Club             | Numero | Anni                                                                                             |
| ---------------- | ------ | ------------------------------------------------------------------------------------------------ |
| Benfica          | 11     | 1943, 1955, 1957, 1964, 1969, 1972, 1981, 1983, 1987, 2014* (parte del treble), 2017*            |
| Porto            | 9      | 1956, 1988, 1998*, 2003* (parte del treble), 2006*, 2009*, 2011* (parte del treble), 2020, 2022* |
| Sporting Lisbona | 7      | 1941, 1948, 1954, 1974, 1982*, 2002*, 2025                                                       |

* Supertaça Cândido de Oliveira nell'anno solare.

#### Russia
Le competizioni interessate sono la Prem'er-Liga e la Kubok Rossii.
| Club                  | Numero | Anni                               |
| --------------------- | ------ | ---------------------------------- |
| Spartak Mosca         | 6      | 1938, 1939, 1958, 1992, 1994, 1998 |
| CSKA Mosca            | 6      | 1948, 1951, 1991, 2005, 2006, 2013 |
| Dynamo Kiev           | 4      | 1966, 1974, 1985*, 1990            |
| Zenit San Pietroburgo | 3      | 2010, 2020, 2024                   |
| Dynamo Mosca          | 1      | 1937                               |
| Torpedo Mosca         | 1      | 1960                               |
| Ararat                | 1      | 1973                               |

* Superkubok Rossii nell'anno solare.

#### Spagna
Le competizioni interessate sono la Primera División e la Copa del Rey.
| Club            | Numero | Anni                                                                              |
| --------------- | ------ | --------------------------------------------------------------------------------- |
| Barcellona      | 9      | 1952**, 1953**, 1959, 1998, 2009* (parte del sextuple), 2015, 2016*, 2018*, 2025* |
| Athletic Bilbao | 5      | 1930, 1931, 1943, 1956, 1984**                                                    |
| Real Madrid     | 4      | 1962, 1975, 1980, 1989**                                                          |
| Atlético Madrid | 1      | 1996                                                                              |

* Supercopa de España nell'anno solare.
** Supercopa de España assegnata in quanto vincitore sia della Primera División sia della Copa del Rey.

### Sud America (CONMEBOL)
Al 2024 sono nove i paesi sudamericani in cui si svolge un torneo di coppa; in cinque di questi si è verificato almeno un double.

#### Argentina
Le competizioni interessate sono la Primera División e la Copa Argentina.
| Club         | Numero | Anni       |
| ------------ | ------ | ---------- |
| Boca Juniors | 2      | 1969, 2015 |

#### Brasile
Le competizioni interessate sono la Série A e la Copa do Brasil.
| Club             | Numero | Anni |
| ---------------- | ------ | ---- |
| Cruzeiro         | 1      | 2003 |
| Atlético Mineiro | 1      | 2021 |

#### Cile
Le competizioni interessate sono la Primera División e la Copa Chile.
| Club                 | Numero | Anni                   |
| -------------------- | ------ | ---------------------- |
| Colo-Colo            | 4      | 1981, 1989, 1990, 1996 |
| Universidad de Chile | 1      | 2000                   |

#### Colombia
Le competizioni interessate sono la Categoría Primera A e la Copa Colombia.
| Club              | Numero | Anni       |
| ----------------- | ------ | ---------- |
| Atlético Nacional | 2      | 2013, 2024 |
| Millonarios       | 1      | 1953       |

#### Venezuela
Le competizioni interessate sono la Primera División e la Copa Venezuela.
| Club               | Numero | Anni             |
| ------------------ | ------ | ---------------- |
| Portuguesa         | 3      | 1973, 1976, 1977 |
| Caracas            | 3      | 1994, 1995, 2009 |
| Deportivo Italia   | 1      | 1961             |
| Deportivo Canarias | 1      | 1968             |
| Deportivo Galicia  | 1      | 1969             |
| Estudiantes Mérida | 1      | 1985             |
| Deportivo Táchira  | 1      | 1986             |
| Marítimo de V.     | 1      | 1987             |

### Nord e Centro America (CONCACAF)

#### Stati Uniti/Canada
Le competizioni interessate sono la MLS e le due coppe nazionali, il Lamar Hunt U.S. Open Cup e il Canadian Championship.
| Club         | Numero | Anni |
| ------------ | ------ | ---- |
| D.C. United  | 1      | 1996 |
| Chicago Fire | 1      | 1998 |
| LA Galaxy    | 1      | 2005 |
| Toronto FC   | 1      | 2017 |

#### Messico
Le competizioni interessate sono la 
Primera División de México e la Copa México.
| Club             | Numero | Anni                            |
| ---------------- | ------ | ------------------------------- |
| Real Club Espana | 3      | 1914-1915, 1916-1917, 1918-1919 |
| Necaxa           | 2      | 1932-1933, 1994-1995            |
| Reforma AC       | 2      | 1908-1909, 1909-1910            |
| Asturias         | 2      | 1922-1923, 1938-1939            |
| Guadalajara      | 2      | 1970, 2017                      |
| Cruz Azul        | 2      | 1969, 1997                      |
| Puebla           | 1      | 1990                            |
| León             | 1      | 1948-1949                       |

#### Costa Rica
Le competizioni interessate sono la Primera División de Costa Rica e la coppa federale costaricana.
| Club     | Numero | Anni             |
| -------- | ------ | ---------------- |
| Saprissa | 3      | 1963, 1970, 1976 |

## Altri double nazionali
In alcuni paesi, come l'Inghilterra, si disputa un secondo torneo di coppa nazionale, pertanto è possibile realizzare anche un double nazionale “minore”, vincendo il campionato e il secondo torneo di coppa nazionale. In questi paesi, ovviamente, è anche possibile realizzare un double di coppe nazionali. Di seguito sono elencati i paesi europei compresi fra quelli con il coefficiente UEFA più alto.
Nelle tabelle che seguono la vittoria del campionato e del secondo torneo di coppa è indicata con DNm, mentre la vittoria nei due tornei di coppa è indicata con DNc.

### Francia
Il secondo torneo di coppa è la Coupe de la Ligue.
| Club                | Numero | Anni                                                                                        |
| ------------------- | ------ | ------------------------------------------------------------------------------------------- |
| Paris Saint-Germain | 7      | 1995* (DNc), 1998* (DNc), 2014* (DNm), 2015* (DNm, DNc) (parte del treble), 2020 (DNm, DNc) |
| Bordeaux            | 1      | 2009* (DNm)                                                                                 |
| Olympique Marsiglia | 1      | 2010* (DNm)                                                                                 |

* Trophée des Champions nell'anno solare.

### Germania
Il secondo torneo di coppa è stata la DFB-Ligapokal (abolita nel 2007).
| Club          | Numero | Anni                                                                   |
| ------------- | ------ | ---------------------------------------------------------------------- |
| Bayern Monaco | 4      | 1997 (DNm), 1998 (DNc), 1999 (DNm), 2000 (DNm, DNc) (parte del treble) |

### Inghilterra
Il secondo torneo di coppa è la Football League Cup.
| Club              | Numero | Anni                                                          |
| ----------------- | ------ | ------------------------------------------------------------- |
| Liverpool         | 5      | 1982* (DNm), 1983](DNm), 1984 (DNm), 2001* (DNc), 2022* (DNc) |
| Chelsea           | 3      | 2005* (DNm), 2007 (DNc), 2015 (DNm)                           |
| Nottingham Forest | 1      | 1978* (DNm)                                                   |
| Arsenal           | 1      | 1993* (DNc)                                                   |
| Manchester Utd    | 1      | 2009 (DNm)                                                    |
| Manchester City   | 1      | 2014 (DNm)                                                    |

* FA Community Shield nell'anno solare.

### Portogallo
Il secondo torneo di coppa è la Taça da Liga.
| Club    | Numero | Anni                                             |
| ------- | ------ | ------------------------------------------------ |
| Benfica | 2      | 2014* (DNm, DNc) (parte del treble), 2015* (DNm) |
| Porto   | 1      | 2023* (TdL, TdP)                                 |

* Supertaça Cândido de Oliveira nell'anno solare.

### Russia
Il secondo torneo di coppa è stata la Coppa delle Federazioni sovietiche (abolita nel 1990).
| Club          | Numero | Anni       |
| ------------- | ------ | ---------- |
| Spartak Mosca | 1      | 1987 (DNm) |
| Dnipro        | 1      | 1989 (DNc) |

### Spagna
Il secondo torneo di coppa è stata la Coppa della Liga (abolita nel 1986).
| Club       | Numero | Anni        |
| ---------- | ------ | ----------- |
| Barcellona | 1      | 1983* (DNc) |

* Supercopa de España nell'anno solare.

## Double continentale classico
Si indica con double continentale la vittoria del campionato nazionale e del principale trofeo di coppa continentale in una singola stagione sportiva.

### Coppa dei Campioni/Champions League e campionato nazionale
| Club            | Numero | Anni                                                                                          |
| --------------- | ------ | --------------------------------------------------------------------------------------------- |
| Barcellona      | 5      | 1992, 2006, 2009 (parte del sextuple), 2011 (parte del quintuple), 2015 (parte del quintuple) |
| Real Madrid     | 5      | 1957, 1958, 2017, 2022, 2024                                                                  |
| Bayern Monaco   | 4      | 1974, 2001 (parte del quadruple), 2013 (parte del quintuple), 2020 (parte del sextuple)       |
| Ajax            | 3      | 1972 (parte del quadruple), 1973, 1995 (parte del treble)                                     |
| Liverpool       | 2      | 1977, 1984                                                                                    |
| Manchester Utd  | 2      | 1999 (parte del quadruple), 2008 (parte del treble)                                           |
| Inter           | 2      | 1965 (parte del treble), 2010 (parte del quintuple)                                           |
| Benfica         | 1      | 1961                                                                                          |
| Celtic          | 1      | 1967 (parte del quadruple)                                                                    |
| Amburgo         | 1      | 1983                                                                                          |
| Steaua Bucarest | 1      | 1986                                                                                          |
| PSV             | 1      | 1988 (parte del treble)                                                                       |
| Stella Rossa    | 1      | 1991 (parte del treble)                                                                       |
| Milan           | 1      | 1994                                                                                          |
| Porto           | 1      | 2004 (parte del treble)                                                                       |
| Manchester City | 1      | 2023 (parte del quintuple)                                                                    |

## Double continentale minore
Si può realizzare con la vittoria nella stessa stagione del principale trofeo di coppa continentale e di una coppa nazionale, oppure di un'altra coppa continentale e del campionato nazionale.

### Coppa dei Campioni/Champions League e coppa nazionale
Nell'elenco non sono incluse le squadre che hanno realizzato il treble in quello stesso anno.
| Club        | Numero | Anni  |
| ----------- | ------ | ----- |
| Benfica     | 1      | 1962  |
| Ajax        | 1      | 1971  |
| Milan       | 1      | 2003* |
| Chelsea     | 1      | 2012  |
| Real Madrid | 1      | 2014* |

* Supercoppa UEFA nell'anno solare.

### Coppa delle Coppe e campionato nazionale
In seguito all'abolizione della Coppa delle Coppe nel 1999 questo tipo di double non è più realizzabile.
| Club        | Numero | Anni          |
| ----------- | ------ | ------------- |
| Dinamo Kiev | 2      | 1975*, 1986** |
| Milan       | 1      | 1968          |
| Magdeburgo  | 1      | 1974          |
| Juventus    | 1      | 1984*         |
| Everton     | 1      | 1985**        |

* Supercoppa UEFA nell'anno solare.
** Supercoppa nazionale nell'anno solare.

### Coppa UEFA/Europa League e campionato nazionale
| Club                | Numero | Anni                                                |
| ------------------- | ------ | --------------------------------------------------- |
| Liverpool           | 2      | 1973, 1976*                                         |
| Porto               | 2      | 2003* (parte del treble) , 2011* (parte del treble) |
| IFK Göteborg        | 2      | 1982 (parte del treble), 1987                       |
| Feyenoord           | 1      | 1974                                                |
| Borussia M'gladbach | 1      | 1975                                                |
| Juventus            | 1      | 1977                                                |
| PSV                 | 1      | 1978                                                |
| Real Madrid         | 1      | 1986                                                |
| Galatasaray         | 1      | 2000** (parte del treble)                           |
| Valencia            | 1      | 2004**                                              |
| CSKA Mosca          | 1      | 2005 (parte del treble)                             |

* Supercoppa nazionale nell'anno solare.
** Supercoppa UEFA nell'anno solare.

## Altri double continentali
Si realizzano con la vittoria di una coppa continentale secondaria e di una coppa nazionale (sono escluse le supercoppe).

### Coppa UEFA/Europa League e coppa nazionale
| Club      | Numero | Anni                             |
| --------- | ------ | -------------------------------- |
| Juventus  | 1      | 1990                             |
| Parma     | 1      | 1999*                            |
| Liverpool | 1      | 2001** (parte del treble minore) |
| Siviglia  | 1      | 2007*                            |

La posa con la Coppa UEFA e la Coppa Italia vinte nella stagione 1989-1990

* Supercoppa nazionale nell'anno solare.
** Supercoppa nazionale e Supercoppa UEFA nell'anno solare.

### Coppa delle Coppe e coppa nazionale

Il posa con la Coppa delle Coppe e la Coppa Italia vinte nella stagione 1972-1973

In seguito all'abolizione della Coppa delle Coppe nel 1999 questo tipo di double non è più realizzabile.
| Club          | Numero | Anni  |
| ------------- | ------ | ----- |
| Fiorentina    | 1      | 1961  |
| Bayern Monaco | 1      | 1967  |
| Milan         | 1      | 1973  |
| Anderlecht    | 1      | 1976* |
| Aberdeen      | 1      | 1983* |
| Ajax          | 1      | 1987  |
| Barcellona    | 1      | 1997* |

* Supercoppa UEFA nell'anno solare.

### Coppa dei Campioni/Champions League e coppa di lega
| club      | Numero | Anni |
| --------- | ------ | ---- |
| Liverpool | 1      | 1981 |

### Coppa UEFA/Europa League e coppa di lega
| Club           | Numero | Anni                           |
| -------------- | ------ | ------------------------------ |
| Real Madrid    | 1      | 1985                           |
| Liverpool      | 1      | 2001 (parte del treble minore) |
| Manchester Utd | 1      | 2017                           |

### Coppa delle Coppe e coppa di lega
In seguito all'abolizione della Coppa delle Coppe nel 1999 questo tipo di double non è più realizzabile.
| Club            | Numero | Anni  |
| --------------- | ------ | ----- |
| Manchester City | 1      | 1970  |
| Chelsea         | 1      | 1998* |

* Supercoppa UEFA nell'anno solare.

## Double intercontinentale
La squadra che vince la Coppa del mondo per club (Coppa Intercontinentale fino al 2004), a meno che non sia del paese ospitante, ha già vinto il torneo di coppa del proprio continente, per cui il double è implicito. Un double particolare è invece quello che vede la vittoria dei due tornei nella stessa stagione, quindi prima la coppa intercontinentale e successivamente la coppa continentale.
| Club             | Numero | Anni       |
| ---------------- | ------ | ---------- |
| Boca Juniors     | 2      | 1978, 2001 |
| Real Madrid      | 2      | 2017, 2018 |
| Inter            | 1      | 1965       |
| Santos           | 1      | 1963       |
| Estudiantes (LP) | 1      | 1969       |
| Ajax             | 1      | 1973       |
| Independiente    | 1      | 1974       |
| Milan            | 1      | 1990       |
| San Paolo        | 1      | 1993       |

## Defending double
Con il termine defending double si intende la difesa, con successo, nella stagione successiva della coppia di titoli vinti nella stagione precedente.

### Defending double nazionale
Analogamente al double nazionale, consiste nella vittoria per due o più anni consecutivi del proprio campionato e della principale coppa nazionale.
Al 2015 solo dieci squadre possono vantare almeno cinque double nazionali consecutivi.
| Club             | Paese            | Numero | Anni                                                                    |
| ---------------- | ---------------- | ------ | ----------------------------------------------------------------------- |
| Lincoln Red Imps | Gibilterra       | 12     | 1989 e 1990 (2), 1993 e 1994 (2), dal 2004 al 2011 (8)                  |
| Al-Muharraq      | Bahrein          | 10     | dal 1961 al 1964 (4), 1966 e 1967 (2), 1983 e 1984 (2), 2008 e 2009 (2) |
| Rangers          | Scozia           | 8      | 1949 e 1950 (2), 1963 e 1964 (2), 1992 e 1993 (2), 1999 e 2000 (2)      |
| Ansar            | Libano           | 8      | dal 1990 al 1992 (3), dal 1994 al 1996 (3), 2006 e 2007 (2)             |
| Linfield         | Irlanda del Nord | 8      | dal 1891 al 1893 (3), 1922 e 1923 (2), dal 2006 al 2008 (3)             |
| Djoliba          | Mali             | 7      | dal 1973 al 1976 e 1979 (5), 2008 e 2009 (2)                            |
| Olympiacos       | Grecia           | 7      | dal 1957 al 1959 (3), 2005 e 2006 (2), 2008 e 2009 (2)                  |
| Dinamo Tbilisi   | Georgia          | 6      | dal 1992 al 1997 (6)                                                    |
| Paxtakor         | Uzbekistan       | 6      | dal 2002 al 2007 (6)                                                    |
| Club Franciscain | Martinica        | 5      | dal 2001 al 2005 (5)                                                    |
| Al-Ahly          | Egitto           | 5      | dal 1949 al 1951 (3), 2006 e 2007 (2)                                   |

Il record di double consecutivi realizzati appartiene al Lincoln Red Imps (dal 2004 al 2011).

### Defending double continentale
Consiste nella vittoria per due anni consecutivi del proprio campionato e del principale torneo di coppa continentale.
| Club        | Numero | Anni            |
| ----------- | ------ | --------------- |
| Real Madrid | 1      | 1957 e 1958 (2) |
| Ajax        | 1      | 1972 e 1973 (2) |

### Defending double intercontinentale
Consiste nella vittoria per due anni consecutivi del principale torneo di coppa continentale e della Coppa del mondo per club (Coppa Intercontinentale fino al 2004).
| Club        | Numero | Anni            |
| ----------- | ------ | --------------- |
| Santos      | 1      | 1962 e 1963 (2) |
| Inter       | 1      | 1964 e 1965 (2) |
| Milan       | 1      | 1989 e 1990 (2) |
| San Paolo   | 1      | 1992 e 1993 (2) |
| Real Madrid | 1      | 2016 e 2017 (2) |
| Real Madrid | 1      | 2017 e 2018 (2) |

## Double di nazionali
Il double per le squadre nazionali riguarda la vincita consecutiva del proprio torneo continentale e del Campionato mondiale. Solo cinque nazioni sono riuscite a centrare questo tipo di double:
- Germania Ovest: campionato d'Europa 1972 e campionato del mondo 1974.
- Francia: campionato del mondo 1998 e campionato d'Europa 2000.
- Brasile: campionato del mondo 2002 e Copa América 2004.
- Spagna: campionato d'Europa 2008 e campionato del mondo 2010; in seguito anche il campionato d'Europa 2012, conseguendo così uno storico treble di nazionali.
- Argentina: Copa América 2021 e campionato del mondo 2022.

## Double di nazioni
Si verifica quando due squadre di una nazione si aggiudicano due tornei continentali in una singola stagione sportiva.

### Europa (UEFA)
| Anno                               | Paese       | Coppa dei Campioni/Champions League | Coppa delle Coppe | Coppa UEFA/Europa League | Europa Conference League |
| ---------------------------------- | ----------- | ----------------------------------- | ----------------- | ------------------------ | ------------------------ |
| 1975                               | Germania    | Bayern Monaco                       |                   | Borussia M'gladbach      |                          |
| 1981                               | Inghilterra | Liverpool                           |                   | Ipswich Town             |                          |
| 1984                               | Inghilterra | Liverpool                           |                   | Tottenham                |                          |
| 1989                               | Italia      | Milan                               |                   | Napoli                   |                          |
| 1990 (parte del treble di nazioni) | Italia      | Milan                               | Sampdoria         | Juventus                 |                          |
| 1993                               | Italia      |                                     | Parma             | Juventus                 |                          |
| 1994                               | Italia      | Milan                               |                   | Inter                    |                          |
| 1997                               | Germania    | Borussia Dortmund                   |                   | Schalke 04               |                          |
| 1999                               | Italia      |                                     | Lazio             | Parma                    |                          |
| 2006                               | Spagna      | Barcellona                          |                   | Siviglia                 |                          |
| 2014                               | Spagna      | Real Madrid                         |                   | Siviglia                 |                          |
| 2015                               | Spagna      | Barcellona                          |                   | Siviglia                 |                          |
| 2016                               | Spagna      | Real Madrid                         |                   | Siviglia                 |                          |
| 2018                               | Spagna      | Real Madrid                         |                   | Atlético Madrid          |                          |
| 2019                               | Inghilterra | Liverpool                           |                   | Chelsea                  |                          |
| 2023                               | Inghilterra | Manchester City                     |                   |                          | West Ham Utd             |
| 2025                               | Inghilterra |                                     |                   | Tottenham                | Chelsea                  |

L'Italia e la Spagna sono le nazioni che hanno realizzato il maggior numero di double di questo tipo (5), mentre la Spagna è l'unica ad aver centrato tale traguardo per tre anni consecutivi. Sempre l'Italia è l'unica ad aver realizzato il treble di nazioni (nel 1990 con Milan, Sampdoria e Juventus); tale traguardo è rimasto ineguagliabile fino al 2021, in quanto le principali competizioni per club dell'UEFA sono rimaste soltanto due dopo l'abolizione della Coppa delle Coppe nel 1999. Dal 2021-2022 è partita la nuova terza competizione confederale, l'Europa Conference League, rendendo di nuovo possibile questo tipo di treble.
Da segnalare, inoltre, che nel periodo di esistenza della Coppa delle Fiere (1955-1971), antenata de facto della Coppa UEFA/Europa League, questo tipo di double è stato realizzato in 8 occasioni: 4 volte da squadre spagnole (1958, 1960, 1962 e 1966), 3 da squadre inglesi (1968, 1970 e 1971) e 1 da squadre italiane (1961). In questo caso, il computo complessivo dei double continentali diventa: 9 volte a opera di squadre spagnole (1958, 1960, 1962, 1966, 2006, 2014, 2015, 2016 e 2018), 7 volte a opera di squadre inglesi (1968, 1970, 1971, 1981, 1984, 2019, 2023, primo double realizzato dopo l'istituzione dell'Europa Conference League), 6 volte a opera di squadre italiane (1961, 1989, 1990 – parte del treble –, 1993, 1994 e 1999), e 2 volte a opera di squadre tedesche (1975 e 1997). La Spagna, inoltre, è stata l'unica nazione a realizzare questo tipo di double sia nel periodo antecedente la creazione della Coppa delle Coppe (1955-1960), che in quello successivo alla sua abolizione (1999), quando la vittoria delle due competizioni continentali esistenti rappresentava (tra il 1955 e il 1960), e ha rappresentato (tra il 1999 e il 2021), il massimo risultato possibile. Milano è stata la prima città europea a realizzare questo double con le sue squadre (Milan e Inter) in una stagione, nel 1993-1994, risultato eguagliato da Madrid nella stagione 2017-2018.
Questo il dettaglio dei double continentali realizzati nel periodo di esistenza della Coppa delle Fiere:
| Anno | Paese       | Coppa dei Campioni/Champions League | Coppa delle Coppe | Coppa delle Fiere |
| ---- | ----------- | ----------------------------------- | ----------------- | ----------------- |
| 1958 | Spagna      | Real Madrid                         |                   | Barcellona        |
| 1960 | Spagna      | Real Madrid                         |                   | Barcellona        |
| 1961 | Italia      |                                     | Fiorentina        | Roma              |
| 1962 | Spagna      |                                     | Atlético Madrid   | Valencia          |
| 1966 | Spagna      | Real Madrid                         |                   | Barcellona        |
| 1968 | Inghilterra | Manchester Utd                      |                   | Leeds Utd         |
| 1970 | Inghilterra |                                     | Manchester City   | Arsenal           |
| 1971 | Inghilterra |                                     | Chelsea           | Leeds Utd         |